# Мельникова, Елизавета Олеговна
Елизавета Олеговна Мельникова (род. 15 декабря 1994 года) — российская пловчиха в ластах.

## Карьера
Тренируется в Красноярске у А. Кочневой и В. Иваницкого.
Победитель и призёр ряда международных и национальных турниров.
1 апреля 2014 года удостоена звания мастер спорта России международного класса .
Студентка СибФУ.